# ديرك جونسون
ديرك جونسون (بالإنجليزية: Dirk Johnson)‏ (و. 1975  م) هو لاعب كرة قدم أمريكية، من الولايات المتحدة، ولد في هوكسي، يلعب كراكل ‏.